# Юмагужино
Юмагу́жино (баш. Йомағужа) — деревня в Зилаирском районе Республики Башкортостан Российской Федерации.  Административный центр Канзафаровского сельсовета.

## География
Деревня находится на берегу реки Сакмартиле.

### Географическое положение
Расстояние до:
- районного центра (Зилаир): 25 км,
- ближайшей железнодорожной станции (Сибай): 95 км.

## Население
| 2002 | 2009 | 2010 |
| ---- | ---- | ---- |
| 455  | ↗457 | ↘380 |

### Национальный состав
Согласно переписи 2002 года, преобладающая национальность — башкиры (100 %).

## Инфраструктура
В деревне функционируют общеобразовательная школа, детский сад, почтовое отделение, фельдшерско-акушерский пункт.